# Kecamatan Jangkat
Kecamatan Jangkat är ett distrikt i Indonesien.   Det ligger i provinsen Bengkulu, i den västra delen av landet, 700 km nordväst om huvudstaden Jakarta.